# Schloss Ampfurth

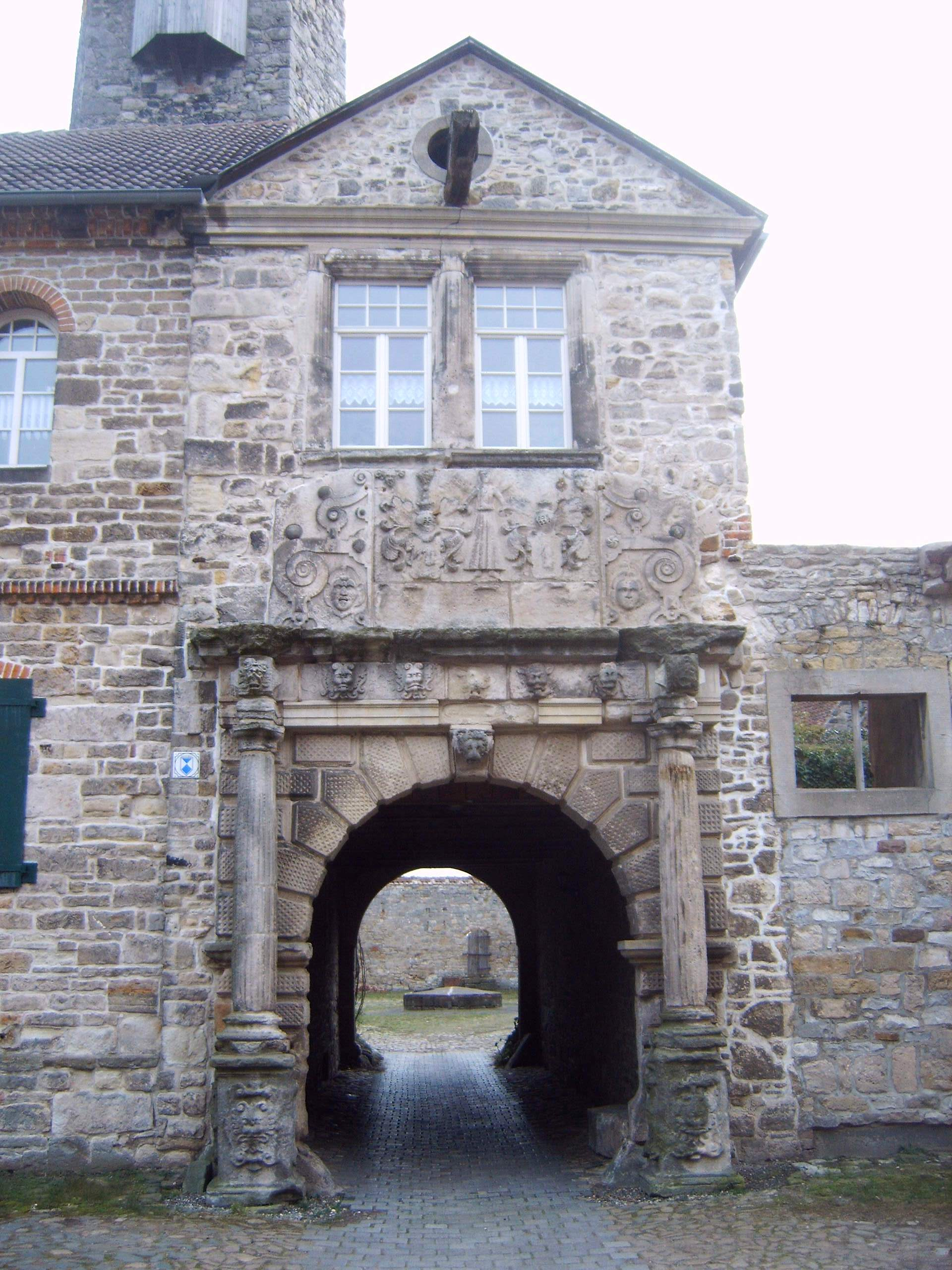
Tor im Schloss Ampfurth

Das Schloss Ampfurth ist ein im Stil der Renaissance gestaltetes Schloss im heute zu Oschersleben (Bode) gehörenden Dorf Ampfurth.

## Geschichte
Eine Burganlage in Ampfurth wurde erstmals in der Mitte des 12. Jahrhunderts erwähnt. 1257 gelangte die Rundburg an die Erzbischöfe von Magdeburg. Im 14. Jahrhundert wurde die Burg von Burgmannen verwaltet. 1381 übernahmen die Herren von der Asseburg die Verwaltung, die 1483 die Anlage dann ganz erwarben. In der Schlosskirche sind noch Gräber der Familie erhalten.

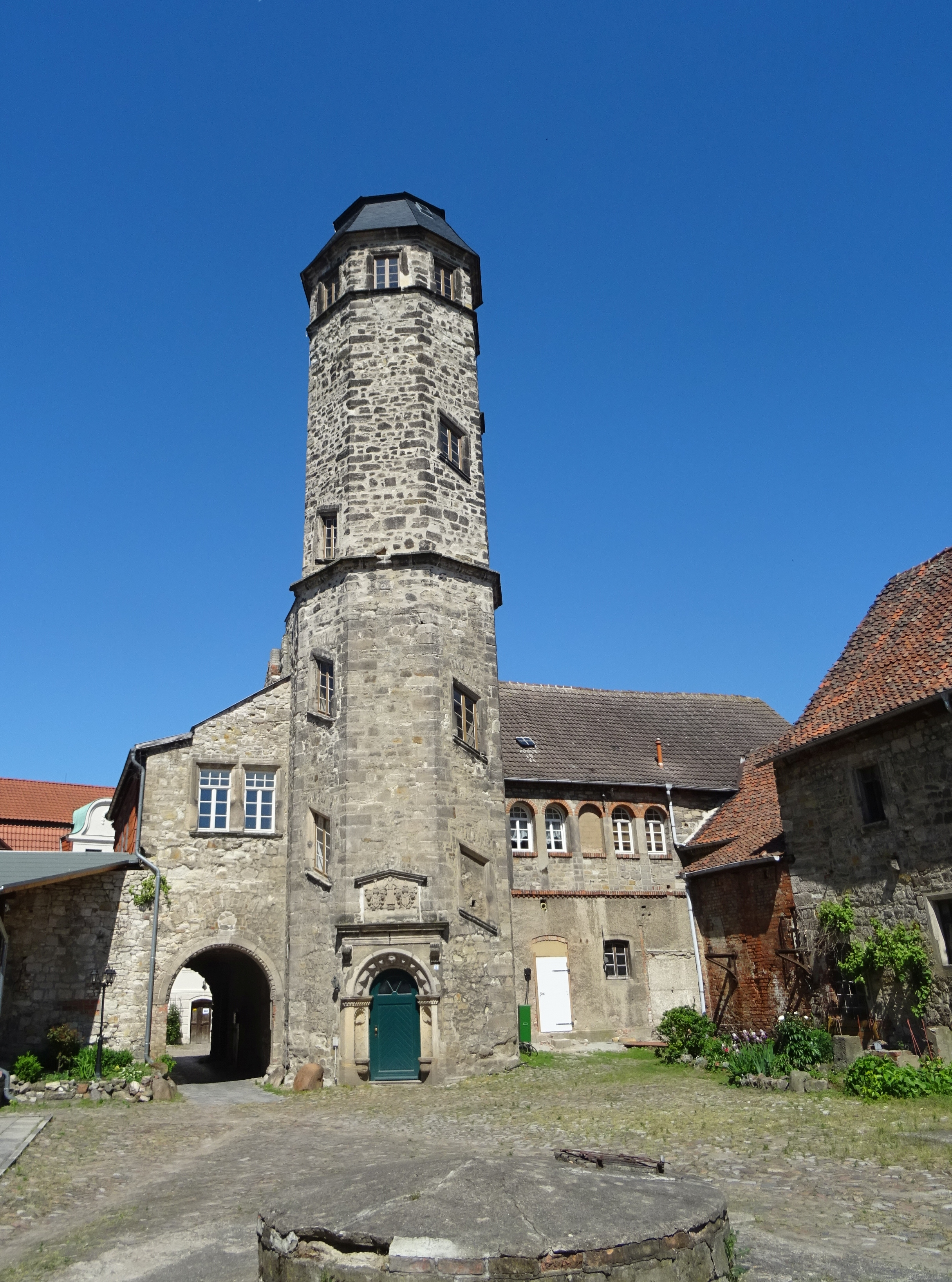
Schlossturm

In den Jahren von 1608 bis 1615 entstand dann an Stelle der Burg das Schloss. Im Jahr 1712 musste der hochverschuldete Eigentümer Friedrich Aswin (Asche) von der Asseburg († 1720) den Besitz an den Braunschweiger Kammerrat Lohse für 73.500 Taler verkaufen. Dieser veräußerte das Schloss bereits 1715 an König Friedrich Wilhelm I. 1736 entstand das noch heute erhaltene Amtshaus.
Der weithin sichtbare achteckige Treppenturm diente dann von 1835 bis 1849 als 16. Station der königlich-preußischen Telegrafenlinie von Berlin nach Coblenz. Extra zu diesem Zweck wurde er auf eine Höhe von 27 m aufgestockt und erhielt im oberen Bereich eine Außentreppe, über die das Stationszimmer im 6. Stock erreicht werden konnte. Dieser Raum konnte auch von Besuchern als Aussichtsetage genutzt werden.
Im Jahre 1997 erwarb ein Mitglied der Familie von Wahnschaffe das Schloss.

## Heutige Nutzung
Im Nord- und Westflügel des Schlosses befinden sich heute Wohnungen. In einem ehemaligen Stall wurde ein Veranstaltungsraum für örtliche Vereine geschaffen. Im Amtshaus waren die Büros der Verwaltungsgemeinschaft „Börde“ Wanzleben untergebracht.
Seit dem Jahr 2024 besitzen Ayse und Westley Boggess mit ihren drei Kindern das Anwesen.